# Cornelis Ketel

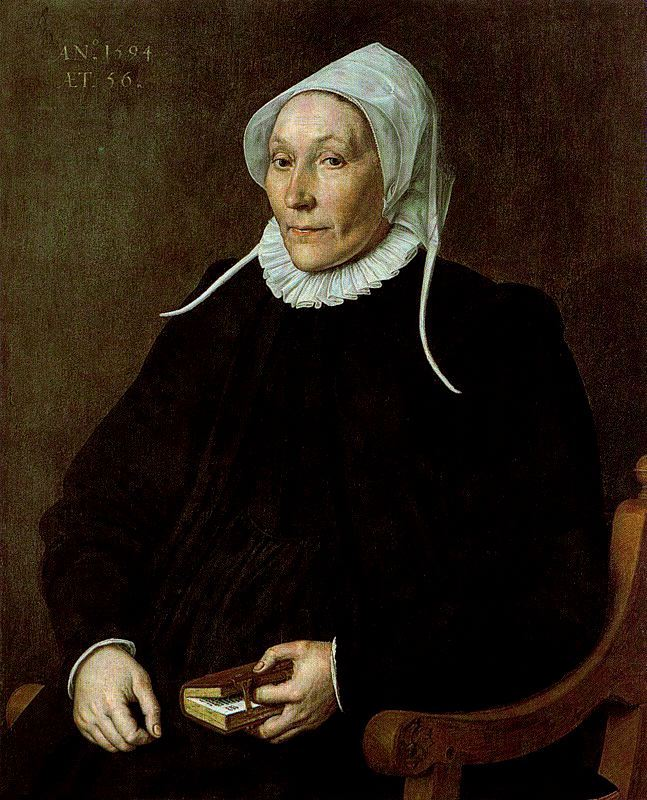
Dama de 56 años en 1594, óleo sobre tabla, 83 x 67,3cm, Madrid, Museo Thyssen-Bornemisza.

Cornelis Ketel (Gouda, 1548-Ámsterdam, 1616) fue un pintor manierista neerlandés especializado en retratos.
Hijo ilegítimo de  Elisabeth Jacobsdr Ketel, inició su formación con un tío, Cornelisz. Jacobsz. Ketel, modesto pintor de vidrieras de Gouda. Más adelante estudió en Delft con Anthonie Blocklandt y completó su formación en París y Fontainebleau antes de establecerse como maestro independiente en Gouda, donde permaneció hasta 1573. Desde este año y hasta 1581 residió exiliado en Londres, donde coincidió con Federico Zuccaro. Según Karel van Mander, en 1578 habría tenido ocasión de retratar a la reina Isabel I. En 1581 se estableció en Ámsterdam donde permaneció ya hasta su muerte.
Dedicado con preferencia al retrato, a su vuelta de Inglaterra contribuyó a la introducción y difusión del retrato de grupo en Holanda, como acredita su Compañía del capitán Dirck Jacobsz. Rosecrans y del teniente Pauw (1588) del Rijksmuseum de Ámsterdam, ejemplo temprano de retrato colectivo, con los retratados en pie y en acción.
Fue también orador y poeta y pintor de alegorías y grandes composiciones de historia, aunque posiblemente por la escasa demanda de obras de este género en Holanda a fines del siglo XVI ninguna composición al óleo de este género se ha conservado, restando únicamente algún dibujo, como El espejo de la virtud del Rijksmuseum, alegoría de la naturaleza humana a pluma y aguada sepia.